# Brenouille
Brenouille é uma comuna francesa na região administrativa de Altos da França, no departamento de Oise. Estende-se por uma área de 4,31 km². Em 2010 a comuna tinha 2 053 habitantes (densidade: 476,3 hab./km²).